# Hit Your Heart (4Minute)
Hit Your Heart è il secondo EP del gruppo musicale sudcoreano 4Minute, pubblicato nel 2010 dall'etichetta discografica Cube Entertainment insieme a Universal Music Group.

## Il disco
Il 16 maggio 2010 fu pubblicato un video teaser online: nel teaser, il gruppo esegue il pezzo "Who's Next?" con i Beast, il quale fu usato come intro nel video musicale di "HuH", pubblicato il 19 maggio insieme all'EP completo. A poche ore dalla sua uscita, la title track debuttò al quinto posto su Gaon Singles Chart e raggiunse il terzo per due settimane. Il brano "HuH" fu utilizzato come traccia promozionale nelle loro performance nei programmi M! Countdown, Music Bank, Show! Music Core e Inkigayo. L'intero EP debuttò al terzo posto su Gaon Album Chart il 30 maggio.
Finite le promozioni con "HuH", venne usata "I My Me Mine" per promuovere l'EP: le 4Minute si esibirono con la canzone il 1º luglio 2010 nel programma M! Countdown. Venne poi diffuso un teaser online e il 5 luglio fu pubblicato il video musicale completo. Il pezzo fu pubblicato inoltre, il 30 luglio, in giapponese. Il 4 settembre 2010 l'EP fu pubblicato nelle Filippine.

## Tracce
1. Who's Next? (feat. Beast) – 1:57 (Shinsadong Tiger)
2. HuH – 3:48 (testo: Shinsadong Tiger, Yong Jun Hyung – musica: Shinsadong Tiger)
3. Invitation – 3:20 (testo: Shinsadong Tiger – musica: Im Sang-hyuk, Shinsadong Tiger)
4. I My Me Mine – 3:24 (Lee Sang-ho, Shinsadong Tiger)
5. Bababa – 3:24 (Kang Ji-won, Kim Kibum)
6. Highlight – 3:28 (Kang Ji-won, Kim Kibum)
7. Cool and Natural (태연하게 당연하게) – 4:01 (testo: Kim Kibum, Kang Ji-won – musica: Kim Kibum)

Durata totale: 23:22

## Formazione
- Ji-hyun – voce
- Ga-yoon – voce
- Ji-yoon – voce
- HyunA – rapper
- So-hyun – voce